# Cuevas de Leang-Leang
Cuevas de Leang-Leang se encuentran en el sur de la isla de Indonesia de Celebes (Sulawesi), en el kabupaten de Maros, en la provincia de Sulawesi(Celebes) del Sur.  A aproximadamente una hora en coche al norte de Makassar, capital de la provincia.  La aldea de Leang-Leang es de hecho en el corazón de una región plagada de cuevas de piedra caliza.
Las excavaciones han revelado en varias de estas cuevas, huellas que evidencian la presencia humana desde hace unos 5000 años (3000 aC).